# Reflexief persoonlijk voornaamwoord
Een reflexief persoonlijk voornaamwoord is de Latijnse benaming voor een wederkerend voornaamwoord. Dat wil zeggen:
de persoon die door het reflexivum aangeduid wordt is ook het onderwerp van de hoofdzin
- Me in speculo vidi - 'Ik zag me(zelf) in de spiegel.
- Te in speculo vidisti - 'Jij zag je(zelf) in de spiegel.

In de tweede zin is het onderwerp 'jij'. En jij ziet 'je(zelf)' in de spiegel. 'Je' slaat dus terug op 'jij', dat het onderwerp van de zin is. In de eerste zin is het precies hetzelfde
Een tip om te kijken of het voornaamwoord reflexief is of niet: Begint je vnw met een 'S' dan is het altijd reflexief. Begint je vnw niet met en 'S' kan het reflexief of niet reflexief zijn.

## Sein deaccusativus cum infinitivo
In de accusativus cum infinitivo (ACI):
- Puer dicit se semper audire - De jongen zegt dat hij altijd luistert
- Puer dicit eum semper audire - De jongen zegt dat hij altijd luistert

In de eerste zin is se wederkerend. In de tweede zin kan eum niet wederkerend zijn. Se en eum betekenen allebei 'hij'.
In de eerste zin is se dus wederkerend, dat wil zeggen dat se terugslaat op het onderwerp van de zin. In dit geval is dat puer. Vertaald is het dan: "De jongen zegt dat hij(zelf) altijd luistert".
In de tweede zin is eum niet wederkerend, maar gewoon acc. van is (lijdend voorwerp van hij). Dat betekent dus dat eum niet terugslaat op het onderwerp, puer, maar op iets anders. Vertaald dus als: "De jongen zegt dat hij(een ander) altijd luistert".
Als er namen in de zin staan, wordt het iets duidelijker. De eerste zin is dan:
- "Peter zegt dat hij altijd luistert."

En de tweede zin:
- "Floris zegt dat Peter altijd luistert."

## Trivia
In sommige talen, zoals Spaans, maar ook in bepaalde Nederlandse dialecten wordt het reflexief persoonlijk voornaamwoord in constructies gebruikt die voor de Nederlandstalige niet als reflexief worden ervaren (vaak passieve betekenis).
Voorbeelden (Spaans):
- Se vende (wordt verkocht, men verkoopt)
- Se busca (wordt gezocht, men zoekt)

algemene Latijnse vervoegingen en verbuigingen · accusativus cum infinitivo (AcI) · accusativus cum participio (AcP) · nominativus cum infinitivo (NcI) · participium praesentis activi (PPA) · perfectum · imperfectum · plusquamperfectum · futurum · futurum exactum · subjects- en objectsaccusativus · reflexief persoonlijk voornaamwoord · predicatieve bepaling · adverbium · participium perfecti passivi (PPP) · passivum · activum · gerundium · gerundivum · praesens · praesens historicum · comparativus · superlativus · supinum · participium · declinatie · ablativus absolutus · dativus possessivus